# Grand Prix Německa 1978
Grand Prix Německa 1978 (oficiálně XL Großer Preis von Deutschland) se jela na okruhu Hockenheimring v Hockenheimu v Německu dne 30. července 1978. Závod byl jedenáctým v pořadí v sezóně 1978 šampionátu Formule 1.

## Závod
| Poř.   | No. | Jezdec                | Konstruktér        | Počet kol | Čas/Odstoupení              | Pořadí na startu | Body |
| ------ | --- | --------------------- | ------------------ | --------- | --------------------------- | ---------------- | ---- |
| 1      | 5   | Mario Andretti        | Lotus-Ford         | 45        | 1:28:00.90                  | 1                | 9    |
| 2      | 20  | Jody Scheckter        | Wolf-Ford          | 45        | +15.35                      | 4                | 6    |
| 3      | 26  | Jacques Laffite       | Ligier-Matra       | 45        | +28.01                      | 7                | 4    |
| 4      | 14  | Emerson Fittipaldi    | Fittipaldi-Ford    | 45        | +36.88                      | 10               | 3    |
| 5      | 3   | Didier Pironi         | Tyrrell-Ford       | 45        | +57.26                      | 16               | 2    |
| 6      | 25  | Héctor Rebaque        | Lotus-Ford         | 45        | +1:37.86                    | 18               | 1    |
| 7      | 2   | John Watson           | Brabham-Alfa Romeo | 45        | +1:39.53                    | 5                |      |
| 8      | 12  | Gilles Villeneuve     | Ferrari            | 45        | +1:56.87                    | 15               |      |
| 9      | 35  | Riccardo Patrese      | Arrows-Ford        | 44        | +1 kolo                     | 14               |      |
| 10     | 32  | Keke Rosberg          | Wolf-Ford          | 42        | +3 kola                     | 19               |      |
| 11     | 23  | Harald Ertl           | Ensign-Ford        | 41        | Motor                       | 17               |      |
| DSQ    | 36  | Rolf Stommelen        | Arrows-Ford        | 42        | Nelegální zastávka v boxech | 23               |      |
| Ret    | 6   | Ronnie Peterson       | Lotus-Ford         | 36        | Převodovka                  | 2                |      |
| DSQ    | 7   | James Hunt            | McLaren-Ford       | 34        | Nelegální zastávka v boxech | 8                |      |
| Ret    | 27  | Alan Jones            | Williams-Ford      | 31        | Palivový systém             | 6                |      |
| Ret    | 22  | Nelson Piquet         | Ensign-Ford        | 31        | Motor                       | 21               |      |
| Ret    | 19  | Vittorio Brambilla    | Surtees-Ford       | 24        | Palivový systém             | 20               |      |
| Ret    | 8   | Patrick Tambay        | McLaren-Ford       | 16        | Nehoda                      | 11               |      |
| Ret    | 11  | Carlos Reutemann      | Ferrari            | 14        | Palivový systém             | 12               |      |
| Ret    | 1   | Niki Lauda            | Brabham-Alfa Romeo | 11        | Motor                       | 3                |      |
| Ret    | 15  | Jean-Pierre Jabouille | Renault            | 5         | Motor                       | 9                |      |
| Ret    | 9   | Jochen Mass           | ATS-Ford           | 1         | Nehoda                      | 22               |      |
| Ret    | 16  | Hans-Joachim Stuck    | Shadow-Ford        | 1         | Nehoda                      | 24               |      |
| Ret    | 4   | Patrick Depailler     | Tyrrell-Ford       | 0         | Nehoda                      | 13               |      |
| DNQ    | 17  | Clay Regazzoni        | Shadow-Ford        |           |                             |                  |      |
| DNQ    | 10  | Jean-Pierre Jarier    | ATS-Ford           |           |                             |                  |      |
| DNQ    | 18  | Rupert Keegan         | Surtees-Ford       |           |                             |                  |      |
| DNQ    | 37  | Arturo Merzario       | Merzario-Ford      |           |                             |                  |      |
| DNPQ   | 31  | René Arnoux           | Martini-Ford       |           |                             |                  |      |
| DNPQ   | 30  | Brett Lunger          | McLaren-Ford       |           |                             |                  |      |
| Zdroj: |     |                       |                    |           |                             |                  |      |

## Průběžné pořadí po závodě
Pohár jezdců
| Pořadí | Jezdec            | Body |
| ------ | ----------------- | ---- |
| 1      | Mario Andretti    | 54   |
| 2      | Ronnie Peterson   | 36   |
| 3      | Carlos Reutemann  | 31   |
| 4      | Niki Lauda        | 31   |
| 5      | Patrick Depailler | 26   |
| Zdroj: |                   |      |

Pohár konstruktérů
| Pořadí | Konstruktér        | Body |
| ------ | ------------------ | ---- |
| 1      | Lotus-Ford         | 67   |
| 2      | Brabham-Alfa Romeo | 40   |
| 3      | Ferrari            | 31   |
| 4      | Tyrrell-Ford       | 30   |
| 5      | Wolf-Ford          | 14   |
| Zdroj: |                    |      |